# Johan Wulf (bildhuggare)
Johan Wulf (Wolf), född i Schönburg, Oberkirchen, Hessen, död 13 februari 1686 i Stockholm, var en tysk-svensk bild- och stenhuggare. 
Wulf var från 1678 gift med Elisabeth Degon änka efter kronostyrman Georg Slyter. Wulf omtalas som gesäll och schaffer i Stockholms bild- och stenhuggarämbete första gången 1674. Efter att han inlämnat en skrivelse och visat upp ett mästarstycke antogs han som mästare vid ämbetet 1678. Eftersom det lider brist på arbetsuppdrag utber han sig för att få bedriva ett ölbryggeri som är ett yrke han lärt av far. Han var enligt bevarade noteringar verksam som stenhuggare vid Södra stadshuset i Stockholm 1681.